# إنغه الأصغر
إنغه الأصغر (بالسويدية: Inge den yngre) هو ملك السويد خلال الفترة من حوالي عام 1110 حتى حوالي عام 1125 وهو ابن الملك هالستن، ويرجح أنه أصغر أبناء هالستن. حكم إنغه مع أخيه فيليب هالستنسون بعيد وفاة عمهم إنغه الأكبر وفقاً لما ورد في روايات تقليدية غير موثوقة. وأطلق على كليهما اسم «إنغولد» في الأعمال الأدبية الإنجليزية.
كان ابني هالستن فيليب وإنغه قد خلفا عرش مملكة السويد عن الملك إنغه الأكبر. (ساجا هيرفور وهيدريك من القرن الثالث عشر)
تذكر مصادر أخرى أن إنغه الأصغر أصبح ملك السويد بمفرده عقب وفاة أخيه فيليب عام 1118، ولكن سنة وفاته غير معروفة.